# No Mercy
No Mercy é um grupo americano de música dance e pop, fundado em 1995 pelo produtor musical Frank Farian na Flórida. Seu auge se deu por volta do ano de 1996, com o lançamento da música "Where Do You Go", que alcançou o primeiro lugar na parada musical do Canadá e a posição #5 nos Estados Unidos.
Em 1997 estiveram no Brasil, e participaram do programa Domingo Legal do SBT. Foram entrevistados também no programa Vídeo Show da Rede Globo
1996, Música eurodance produzida na Alemanha por Franz Reuther. Vídeo dirigido por Jo Molitoris. Os membros do No Mercy são os americanos Marty Cintron III e os irmãos gêmeos Ariel e Gabriel Hernandez. 1996, Eurodance song produced in Germany by Franz Reuther.  Video directed by Jo Molitoris. Members of No Mercy are the americans Marty Cintron III and the twin brothers Ariel and Gabriel Hernandez.

## Discografia

### Álbuns
- My Promise (1996)
- More (1998)
- Greatest Hits (2006)
- Day by Day (2007)

### Singles
- 1995: "Missing"
- 1996: "Where Do You Go" #5 EUA, #2 UK, #2 Austrália
- 1996: "When I Die" #41 EUA, #2 Austrália
- 1997: "Please Don't Go" #21 EUA, #4 UK, #35 Austrália
- 1997: "Kiss You All Over" #80 EUA, #16 UK, #47 Austrália
- 1997: "My Promise to You"
- 1998: "Hello How Are You"
- 1998: "Tu Amor"
- 1999: "More Than a Feeling"
- 2000: "Morena"
- 2000: "Where Is the Love"
- 2002: "Don't Let Me Be Misunderstood" (featuring Al Di Meola)
- 2009: "What Is Love?"
- 2009: "Dancing in the Summerwind"